# Ca l'Esquena Cremat
Ca l'Esquena Cremat és una masia del segle XIX situada al barri del Centre, al districte I de l'Hospitalet de Llobregat (Barcelonès).
La masia forma part de l'Inventari del Patrimoni Arquitectònic de Catalunya, es troba protegida com a bé cultural d'interès local i està catalogada en el Pla Especial de Protecció del Patrimoni Arquitectònic de l’Hospitalet de Llobregat (PEPPA) de l'any 2001.

## Descripció
És una masia d'estil clàssic, que s'assembla a la família II tipus 2 de la classificació de Josep Danès i Torras, que està construïda adossada a la part posterior de les dependències del Casino del Centre, sobre una planta rectangular i estructura de tres cossos o crugies, formada per una planta baixa, una planta pis i golfes, amb coberta de teules àrabs a dues aigües i carener perpendicular a la façana principal, orientada a migdia, lleugerament encarada cap a l'est.
El nivell de planta baixa es troba força per sota de la rasant dels carrers que l'envolten de la Rambla de la Marina, urbanitzats posteriorment. Davant de la façana es conserva un espai obert, actual pati que antigament havia estat l'hort i l'era, i que es troba encerclat per una tanca de maó vist, construïda amb pilars de maó i reixes de ferro.
La seva façana principal, d'un cert minimalisme arquitectònic, es compon de forma simètrica a partir d'un eix central, amb tres cossos verticals definits per les obertures, representats a l’interior en tres crugies paral·leles, que conserven l’estructura original. Unes obertures, totes elles, de llinda recta a excepció de la porta d'accés, centrada a la façana, que és d'arc escarser. A la planta pis, damunt la porta d'accés hi ha un balcó amb barana de ferro, amb unes vistes privilegiades sobre la Rambla de la Marina. Les golfes estan ventilades gràcies a tres obertures d’arc de mig punt o arc rodó, que permeten una millor ventilació de la planta. Al costat de ponent, s'adossa un cos de planta baixa, que es feia servir per al bestiar.
L’edifici, propietat de la Fundació Jaume Balmes, va ser restaurat l'any 2015 i així va recuperar la volumetria, els esgrafiats i els colors originals de la façana. L’interior conserva els arrimadors ceràmics i alguns elements propis de la masia original, així com les pintures murals i dels sostres de la planta noble.

## Història
L'origen es remunta a l'any 1864, quan una parts dels terrenys propietat dels germans Miquel Comas i Costa i Edelmira Comas i Jorba van ser venuts a Esperança Solanas i Enrich, veïna de l'Hospitalet de Llobregat. Posteriorment, l'any 1880, els terrenys van passar a mans de Rafael Vinyals i Casas, que va construir una casa a la Riera Nueva, antic nom de Rambla de la Marina.
Rafael Vinyals, el 1899 amplia la masia per la seva façana Est amb un cobert i al 1901 construeix un mur a la seva propietat per protegir la seva parcel·la de les contínues inundacions que la Riera de la Creu li provoca.
El motiu —elements altrament anomenats malnom o sobrenoms— d'Esquena Cremat té l'origen en les característiques físiques d'un dels seus habitants, Rafael Vinyals, i n'hi ha vàries versions. Segons una de les versions, els germans d'en Rafael el començaren a dir Esquena Cremat degut que en Rafael portava sempre l'esquena de la camisa recremada pel sol, ja que com a pagès havia de treballar ajupit durant moltes hores i el sol descoloria el teixit, i sembla que van començar a escampar el malnom per tot arreu tot dient que treballaven a ca l’Esquena Cremat. Una altra versió explica que en Rafael es va cremar l'esquena quan amb l'ajut d'altres pagesos veïns van ajudar a apagar un incendi que es va produir en un paller veí, el de cal Xicos de la Miquela. I una altra versió la dona Montserrat Cornelles, que diu que el seu origen es podria al fet que els membres de la família Vinyals i Casas "Es deixaven caure d'esquena sobre les brases del foc de Sant Joan".
El 1906, quan mort Rafael Vinyals, la masia i els seus terrenys passen a mans del seu fill Francisco Vinyals, que es casa amb Maria Vergés i Vallhonrat el 1928, però el 1932 mort Francisco i les propietats passen a mans de la seva vídua.
La Maria Vergés, al 1944, fa construir un voladís sobre la porta d'accés al coberta de la façana Est de la masia. Maria mort al 1972, i deixa com a hereu el seu fill Rafael Vinyals Vergés, però aquest mort solter al 1966 i queda com hereva universal la seva germana Maria Vinyals i Vergés.
El 1995 la masia i tota la finca van ser incloses dins del PERI Pla de les Rambles.
No serà fins a l'any 2006 que la masia tindrà nous propietaris, quan María Vinyals i Vergés la ven a la societat Habitatges de l’Hospitalet.
Ca l'Esquena Cremat s'ha conservat tot i les construccions modernes que l'han anat encerclant progressivament a banda i banda. Actualment, conjuntament amb la parcel·la del Casino, adossada a la part posterior d'aquesta i la pervivència del seu pati davanter, es manté una illa al centre de l'Hospitalet amb un caràcter marcadament vuitcentista.
La masia va ser rehabilitada l'any 2015 per la Fundació Jaume Balmes AZ, creada de la mà d’alguns docents de la cooperativa educativa C.E. Jaume Balmes, que es l'actual propietària de l’immoble.